# Отрадное (Нижнегорский район)
Отра́дное (ранее Отра́да) — исчезнувшее село в Нижнегорском районе Республики Крым, располагавшееся на севере центральной части района, в степном Крыму, примерно в 4 км к западу от современного села Акимовка.

## История
Впервые в доступных источниках поселение, входившее в состав Ак-Шеихской волости Перекопского уезда, встречается в «…Памятной книжке Таврической губернии на 1900 год», согласно которой в Отраде, на находящейся в частной собственности земле, числилось 18 жителей в 1 домохозяйстве — видимо, речь шла о хуторе. По Статистическому справочнику Таврической губернии. Ч.II-я. Статистический очерк, выпуск пятый Перекопский уезд, 1915 год, на хуторе Отрада (Гончарова) Ак-Шеихской волости Перекопского уезда числился 1 двор с русским населением в количестве 17 человек приписных жителей и 5 — «посторонних», из которых 12 мужчин и 10 женщин. При хуторе числилось 295 десятин удобной земли. В хозяйстве имелось 38 лошадей, 24 вола, 6 коров и 65 голов мелкого скота.
После установления в Крыму Советской власти, по постановлению Крымревкома от 8 января 1921 года № 206 «Об изменении административных границ» была упразднена волостная система и в составе Джанкойского уезда был создан Джанкойский район. В 1922 году уезды преобразовали в округа. 11 октября 1923 года, согласно постановлению ВЦИК, в административное деление Крымской АССР были внесены изменения, в результате которых округа были ликвидированы и основной административной единицей стал Джанкойский район и село включили в его состав.>. Согласно Списку населённых пунктов Крымской АССР по Всесоюзной переписи 17 декабря 1926 года, в Николаевском сельсовете Джанкойского района, наличествовало 2 хутора Отрада: Отрада Новая, в которой числилось 9 дворов, все крестьянские, население составляло 24 человека, все 41 русские и Отрада Старая, с 6 дворами и 34 жителями (33 русских и 1 болгарин). Постановлением ВЦИК «О реорганизации сети районов Крымской АССР» от 30 октября 1930 года был создан Сейтлерский район (переименованный указом Президиума ВС РСФСР № 621/6 от 14 декабря 1944 года в Нижнегорский), и село включили в его состав.
После освобождения Крыма от фашистов, 12 августа 1944 года было принято постановление № ГОКО-6372с «О переселении колхозников в районы Крыма» и в сентябре 1944 года в район приехали первые новоселы (320 семей) из Тамбовской области, а в начале 1950-х годов последовала вторая волна переселенцев из различных областей Украины. С 25 июня 1946 года селение в составе Крымской области РСФСР, а 26 апреля 1954 года Крымская область была передана из состава РСФСР в состав УССР. Ликвидировано до 1960 года, поскольку в «Справочнике административно-территориального деления Крымской области на 15 июня 1960 года» селение уже не значилось (согласно справочнику «Крымская область. Административно-территориальное деление на 1 января 1968 года» — в период с 1954 по 1968 год как посёлок Отрадное Акимовского сельсовета).